# Медаль «10 років Збройних сил Республіки Казахстан»
Ювілейна медаль «10 років Збройних сил Республіки Казахстан» (каз. «Қазақстан Республикасының Қарулы Күштеріне 10 жыл») — державна нагорода Республіки Казахстан, заснована для збройних сил РК Указом Президента від 7 травня 2002 року за № 865.

## Положення про медаль
Ювілейною медаллю нагороджені позитивно характеризуються по службі і зразково виконували свій військовий обов'язок військовослужбовці, які перебували до 7 травня 2002 року на військовій службі в Збройних Силах, інших військах і військових формуваннях Республіки Казахстан, а також інші особи, які зробили значний внесок у будівництво.

## Опис
Медаль «Чазақстан РеспублікасиниҚарули Күштеріне 10 жыл» виготовляється з латуні і має форму кола діаметром 34 мм.
На лицьовій стороні медалі вміщена п'ятикутна опукла зірка рубінового кольору з гладкими двогранними променями, сонце і орел, що ширяє. Зірка розташовується на тлі п'яти пучків променів, що виходять з-під тупих кутів зірки. Навколо зірки зображено вінок із лаврових гілок. У нижній частині медалі розташовані одна під одною дати «1992», «2002».
На зворотному боці медалі по центру розташований напис «Қазақстан Республікасиниң арули Күштеріне 10 жил».
Усі зображення написи на медалі опуклі. Краї медалі облямовані бортиком.
Медаль за допомогою вушка та кільця з'єднується із шестикутною колодкою шириною 34 мм та висотою 50 мм, обтягнутою шовковою муаровою стрічкою. Посередині стрічки розташовуються дві золоті смужки шириною 3 мм, між якими червона смужка шириною 2 мм, по краях золотистих смужок розташовані блакитні смуги шириною 9 мм. По краях стрічки зелені смуги завширшки 2 мм. Ширина стрічки — 30 мм.
Медаль за допомогою шпильки кріпиться до одягу.
Медаль виготовлена на Казахстанському монетному дворі в Усть-Каменогорську.